# Olympische Sommerspiele 1996/Teilnehmer (Bosnien und Herzegowina)
| Gelbes Symbol für Goldmedaillen mit stilisierten Olympischen Ringen | Graues Symbol für Silbermedaillen mit stilisierten Olympischen Ringen | Braundes Symbol für Bronzemedaillen mit stilisierten Olympischen Ringen |
| ------------------------------------------------------------------- | --------------------------------------------------------------------- | ----------------------------------------------------------------------- |
| —                                                                   | —                                                                     | —                                                                       |

Bosnien und Herzegowina nahm bei den Olympischen Sommerspielen 1996 in der US-amerikanischen Metropole Atlanta mit neun Sportlern, zwei Frauen und sieben Männern, in zwölf Wettbewerben in sieben Sportarten teil.
Seit 1992 war es die zweite Teilnahme von Bosnien und Herzegowina bei Olympischen Sommerspielen.

## Flaggenträger
Der Leichtathlet Islam Ðugum trug die Flagge von Bosnien und Herzegowina während der Eröffnungsfeier am 19. Juli im Centennial Olympic Stadium.

## Teilnehmer
Jüngste Teilnehmerin von Bosnien und Herzegowina war die Schwimmerin Dijana Kvesić mit 19 Jahren und 196 Tagen, ältester der Leichtathlet Islam Ðugum mit 36 Jahren und 65 Tagen.
| Name               | Alter | Geschlecht | Sportart       | Resultat(e)                                                                                              |
| ------------------ | ----- | ---------- | -------------- | --- |
| Islam Ðugum        | 36    | männlich   | Leichtathletik | 2:47:38 h, Platz 107 im Marathon                                                                         |
| Kada Delìc         | 31    | weiblich   | Leichtathletik | 48:47 min, Platz 38 über 10 Kilometer Gehen                                                              |
| Nedžad Fazlija     | 28    | männlich   | Schießen       | Platz 25 mit dem Luftgewehr Platz 18 im Kleinkaliber-Dreistellungskampf Platz 51 im Kleinkaliber liegend |
| Janko Gojkovic     | 23    | männlich   | Schwimmen      | 51,28 s, Platz 36 über 100 Meter Freistil 56,11 s, Platz 41 über 100 Meter Schmetterling                 |
| Fahr-ud-Din Hodžić | 32    | männlich   | Ringen         | Platz 17 im Leicht-Schwergewicht griechisch-römisch                                                      |
| Tarik Hodžić       | 23    | männlich   | Tischtennis    | Platz 49 im Einzel                                                                                       |
| Samir Karabašić    | 29    | männlich   | Kanuslalom     | Platz 41 im K1-Slalom                                                                                    |
| Dijana Kvesić      | 19    | weiblich   | Schwimmen      | 2:23,78 min, Platz 32 über 200 Meter Rücken                                                              |
| Davor Vlaškovac    | 28    | männlich   | Judo           | Platz 33 im Leichtgewicht                                                                                |